# Nouvion-et-Catillon
 Nouvion-et-Catillon  là một xã ở tỉnh Aisne, vùng Hauts-de-France thuộc miền bắc nước Pháp.